# مینتو تومینن
مینتو تومینن (انگلیسی: Minttu Tuominen؛ زادهٔ ۲۶ ژوئن ۱۹۹۰) بازیکن هاکی روی یخ اهل فنلاند است.